# Geiß-Nidda
Geiß-Nidda ist ein Stadtteil von Nidda im hessischen Wetteraukreis.

## Geographische Lage
Der Ort liegt in der nördlichen Wetterau. Geiß-Nidda liegt im südwestlichen Teil von Nidda.

## Geschichte

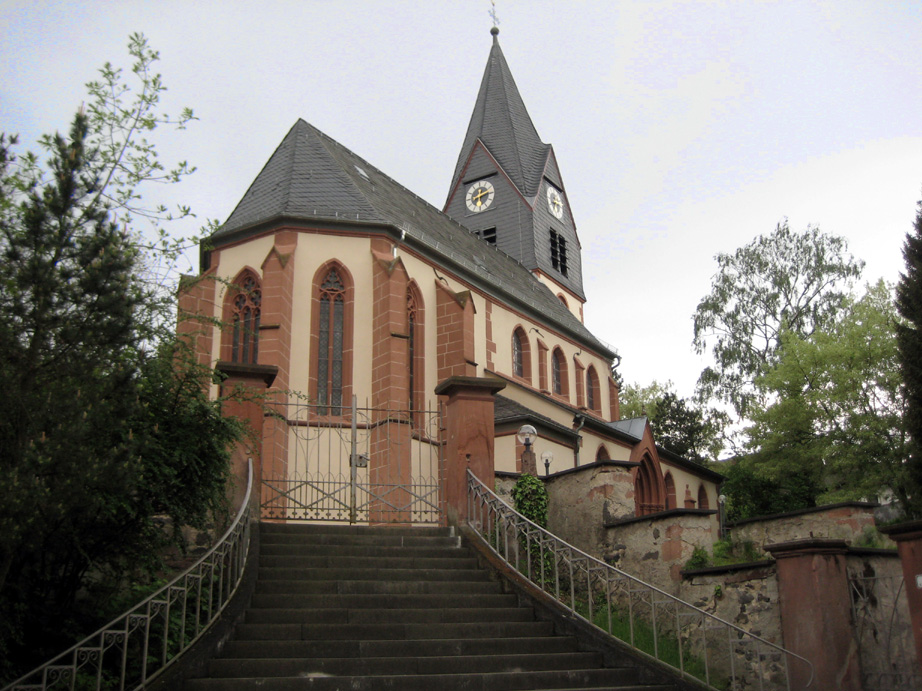
Evangelische Kirche Geiß-Nidda

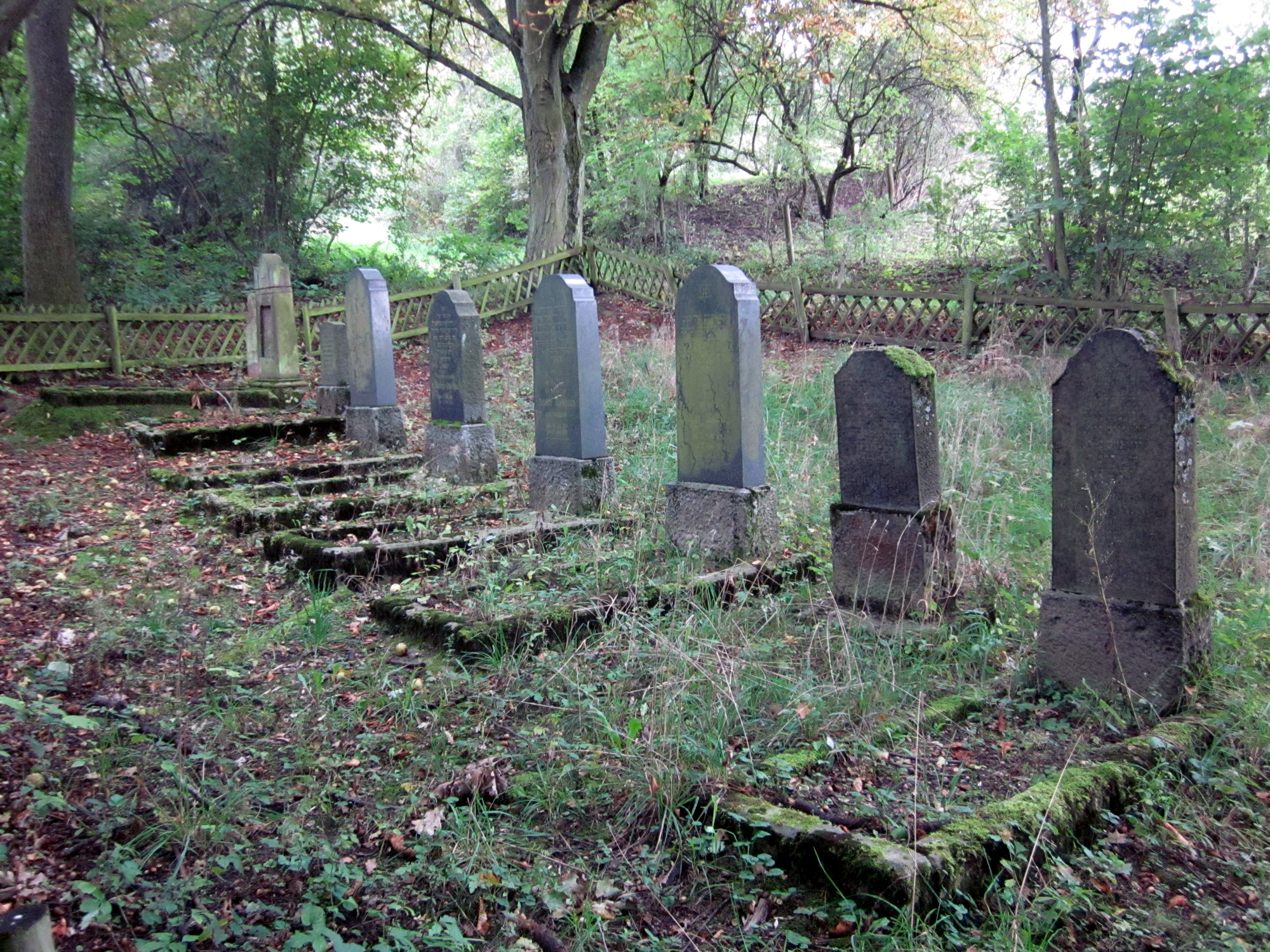
Jüdischer Friedhof

### Ortsgeschichte
Die älteste bekannte schriftliche Erwähnung von Geiß-Nidda erfolgte im Jahr 1232 unter dem Namen Gisnith bzw. de Ginsheide. Von 1317 stammt eine Erwähnung als Gysneit und im 15. Jahrhundert wurde Geiß-Nidda als Gysniyde erwähnt.
Die Kirche wurde im 13./14. Jahrhundert erbaut.
Die Gemeinde Geiß-Nidda beabsichtigte 1485, Mitmärker im Markwald Berstadt zu werden. Doch dies gelang nicht, ein weiterer Versuch scheiterte 1530. Heute ist lediglich die Besitzerfamilie des Schleifelder Hofs Mitmärker im Markwald Berstadt.
Früher wurde bei Geiß-Nidda Braunkohle abgebaut, die zum Salzsieden in Bad Salzhausen benötigt wurde.
Die Statistisch-topographisch-historische Beschreibung des Großherzogthums Hessen berichtet 1830 über Geiß-Nidda:

„Geisnidda (L. Bez. Nidda) evangel. Pfarrdorf; liegt 1⁄2 St. von Nidda, hat 106 Häuser und 605 Einw., die, außer 14 Juden, evangelisch, und welche bis auf 24 Handwerker und 10 Bergleute, Bauern sind. Der Ort hat 1 Kirche, 1 kleine Kapelle auf dem Kirchhof, und in der Nähe, bei Salzhausen ein Braunkohlenwerk. – Der Ort wurde im Jahr 1234 durch einen Streit bekannt, den die Herrn von Lißberg mit der Abtei Fuld wegen der dasigen Kapelle führten, und in welchem entschieden wurde, daß sie zur Pfarrei Dauernheim gehöre. Von Geisnidda war 1⁄20 von der Gerichtsbarkeit Domanial und 19⁄20 derselben gehörten der Familie von Krug und den Klevesahlschen Erben. Im Jahr 1821 wurde die Patrimonialgerichtsbarkeit und niedere Polizeigewalt, so wie alle damit verbundenen einzelnen Gerechtsamen, von den von Krugischen Erben an den Staat abgetreten.“

Hessische Gebietsreform (1970–1977)
Im Zuge der Gebietsreform in Hessen fusionierten zum 1. Dezember 1970 die bis dahin selbständigen Gemeinden Bad Salzhausen, Borsdorf, Fauerbach bei Nidda, Geiß-Nidda, Harb, Kohden, Michelnau, Ober-Lais, Ober-Schmitten, Ober-Widdersheim, Stornfels, Ulfa, Unter-Schmitten, Wallernhausen und die Stadt Nidda zur neuen Stadt Nidda.
Für die ehemals eigenständigen Gemeinden sowie für die Kernstadt wurden Ortsbezirke mit Ortsbeirat und Ortsvorsteher nach der Hessischen Gemeindeordnung eingerichtet.

### Verwaltungsgeschichte im Überblick
Die folgende Liste zeigt die Staaten und Verwaltungseinheiten, denen Geiß-Nidda angehört(e):
- vor 1206: Heiliges Römisches Reich, Grafschaft Nidda
- ab 1206: Heiliges Römisches Reich, Grafschaft Ziegenhain, Amt Nidda, Gericht Nidda
- 1450–1495: Erbstreit zwischen der Landgrafschaft Hessen und den Grafen von Hohenlohe
- ab 1450: Heiliges Römisches Reich, Landgrafschaft Hessen, Amt Nidda, Gericht Nidda[11]
- ab 1567: Heiliges Römisches Reich, Landgrafschaft Hessen-Marburg, Amt Nidda, Gericht Nidda[12]
- 1604–1648: Heiliges Römisches Reich, strittig zwischen Landgrafschaft Hessen-Darmstadt und Landgrafschaft Hessen-Kassel (Hessenkrieg)
- ab 1604: Heiliges Römisches Reich, Landgrafschaft Hessen-Darmstadt, Oberfürstentum Hessen, Amt Nidda, Gericht Nidda[13]
- 1787: Heiliges Römisches Reich, Landgrafschaft Hessen-Darmstadt, Oberfürstentum Hessen, Amt Nidda und Lißberg, Gericht Nidda[14]
- ab 1806: Großherzogtum Hessen,[Anm. 2] FürstentumOberhessen, Amt und (seit 1803) Gericht Nidda[15][16]
- ab 1815: Großherzogtum Hessen, Provinz Oberhessen, Amt Nidda[17]
- ab 1821: Großherzogtum Hessen, Provinz Oberhessen, Landratsbezirk Nidda[18][Anm. 3]
- ab 1832: Großherzogtum Hessen, Provinz Oberhessen, Kreis Nidda
- ab 1848: Großherzogtum Hessen, Regierungsbezirk Nidda
- ab 1852: Großherzogtum Hessen, Provinz Oberhessen, Kreis Nidda
- ab 1867: Norddeutscher Bund,[Anm. 4] Großherzogtum Hessen, Provinz Oberhessen, Kreis Nidda
- ab 1874: Deutsches Reich, Großherzogtum Hessen, Provinz Oberhessen, Kreis Büdingen
- ab 1918: Deutsches Reich (Weimarer Republik), Volksstaat Hessen, Provinz Oberhessen, Kreis Büdingen
- ab 1938: Deutsches Reich, Volksstaat Hessen, Landkreis Büdingen[19][Anm. 5]
- ab 1945: Amerikanische Besatzungszone,[Anm. 6] Groß-Hessen, Regierungsbezirk Darmstadt, Landkreis Büdingen
- ab 1946: Amerikanische Besatzungszone, Land Hessen, Regierungsbezirk Darmstadt, Landkreis Büdingen
- ab 1949: Bundesrepublik Deutschland,Land Hessen, Regierungsbezirk Darmstadt, Landkreis Büdingen
- ab 1971: Bundesrepublik Deutschland, Land Hessen, Regierungsbezirk Darmstadt, Landkreis Büdingen, Stadt Nidda[Anm. 7]
- ab 1972: Bundesrepublik Deutschland, Land Hessen, Regierungsbezirk Darmstadt, Wetteraukreis, Stadt Nidda

## Bevölkerung

### Einwohnerstruktur 2011
Nach den Erhebungen des Zensus 2011 lebten am Stichtag dem 9. Mai 2011 in Geiß-Nidda 960 Einwohner. Darunter waren 27 (2,8 %) Ausländer.
Nach dem Lebensalter waren 165 Einwohner unter 18 Jahren, 387 waren zwischen 18 und 49, 222 zwischen 50 und 64 und 186 Einwohner waren älter.
Die Einwohner lebten in 435 Haushalten. Davon 144 Singlehaushalte, 129 Paare ohne Kinder und 105 Paare mit Kindern, sowie 51 Alleinerziehende und 9 Wohngemeinschaften. In 81 Haushalten lebten ausschließlich Senioren/-innen und in 300 Haushaltungen leben keine Senioren/-innen.

### Einwohnerentwicklung
| • 1791: | 337 Einwohner                       |
| • 1800: | 293 Einwohner                       |
| • 1806: | 444 Einwohner, 91 Häuser            |
| • 1829: | 605 Einwohner, 106 Häuser           |
| • 1867: | 661 Einwohner, 141 bewohnte Gebäude |
| • 1875: | 642 Einwohner, 141 bewohnte Gebäude |

| Geiß-Nidda: Einwohnerzahlen von 1791 bis 2022 | Geiß-Nidda: Einwohnerzahlen von 1791 bis 2022 | Geiß-Nidda: Einwohnerzahlen von 1791 bis 2022 | Geiß-Nidda: Einwohnerzahlen von 1791 bis 2022 | Geiß-Nidda: Einwohnerzahlen von 1791 bis 2022 |
| --- | --------------------------------------------- | --------------------------------------------- | --------------------------------------------- | --------------------------------------------- |
| Jahr |                                               |                                               |                                               | Einwohner                                     |
| 1791 | 1791                                          |                                               | 337                                           | 337                                           |
| 1800 | 1800                                          |                                               | 293                                           | 293                                           |
| 1806 | 1806                                          |                                               | 444                                           | 444                                           |
| 1829 | 1829                                          |                                               | 605                                           | 605                                           |
| 1834 | 1834                                          |                                               | 623                                           | 623                                           |
| 1840 | 1840                                          |                                               | 664                                           | 664                                           |
| 1846 | 1846                                          |                                               | 679                                           | 679                                           |
| 1852 | 1852                                          |                                               | 693                                           | 693                                           |
| 1858 | 1858                                          |                                               | 676                                           | 676                                           |
| 1864 | 1864                                          |                                               | 676                                           | 676                                           |
| 1871 | 1871                                          |                                               | 664                                           | 664                                           |
| 1875 | 1875                                          |                                               | 642                                           | 642                                           |
| 1885 | 1885                                          |                                               | 579                                           | 579                                           |
| 1895 | 1895                                          |                                               | 571                                           | 571                                           |
| 1905 | 1905                                          |                                               | 670                                           | 670                                           |
| 1910 | 1910                                          |                                               | 664                                           | 664                                           |
| 1925 | 1925                                          |                                               | 647                                           | 647                                           |
| 1939 | 1939                                          |                                               | 664                                           | 664                                           |
| 1946 | 1946                                          |                                               | 977                                           | 977                                           |
| 1950 | 1950                                          |                                               | 935                                           | 935                                           |
| 1956 | 1956                                          |                                               | 749                                           | 749                                           |
| 1961 | 1961                                          |                                               | 809                                           | 809                                           |
| 1967 | 1967                                          |                                               | 820                                           | 820                                           |
| 1970 | 1970                                          |                                               | 872                                           | 872                                           |
| 1980 | 1980                                          |                                               | ?                                             | ?                                             |
| 1990 | 1990                                          |                                               | ?                                             | ?                                             |
| 1996 | 1996                                          |                                               | 1.156                                         | 1.156                                         |
| 2000 | 2000                                          |                                               | 1.137                                         | 1.137                                         |
| 2006 | 2006                                          |                                               | 1.060                                         | 1.060                                         |
| 2010 | 2010                                          |                                               | 1.022                                         | 1.022                                         |
| 2011 | 2011                                          |                                               | 960                                           | 960                                           |
| 2016 | 2016                                          |                                               | 994                                           | 994                                           |
| 2019 | 2019                                          |                                               | 1.010                                         | 1.010                                         |
| 2022 | 2022                                          |                                               | 1.010                                         | 1.010                                         |
| Datenquelle: Historisches Gemeindeverzeichnis für Hessen: Die Bevölkerung der Gemeinden 1834 bis 1967. Wiesbaden: Hessisches Statistisches Landesamt, 1968. Weitere Quellen: LAGIS; Stadt Nidda; Zensus 2011 |                                               |                                               |                                               |                                               |

### Historische Religionszugehörigkeit
| • 1829: | 591 evangelische (= 98,01 %), 12 jüdische (= 1,99 %) Einwohner     |
| • 1961: | 720 evangelische (= 89,00 %), 89 katholische (= 11,00 %) Einwohner |

## Politik
Ortsvorsteher ist Jörg Lind (Stand 2021).

## Sehenswürdigkeiten
Die Kirche ist eine frühgotische Dorfbasilika des 13. Jahrhunderts mit romanischem Westturm und hochgotischem Fünfachtelschluss (14. Jahrhundert). Oberhalb des Dorfes liegt ein umfriedeter jüdischer Friedhof mit einigen noch erhaltenen Gräbern.
Siehe auch: Liste der Kulturdenkmäler in Geiß-Nidda

## Infrastruktur
Den öffentlichen Personennahverkehr stellt die Verkehrsgesellschaft Oberhessen sicher. An weiteren Einrichtungen finden sich ein Bürgerhaus, drei Kinderspielplätze und ein Kindergarten.